# Phyllodesmium jakobsenae
Phyllodesmium jakobsenae is een slakkensoort uit de familie van de Facelinidae. De wetenschappelijke naam van de soort is voor het eerst geldig gepubliceerd in 2004 door Burghardt & Wägele.